# Rhizospalax
Rhizospalax là một chi động vật gặm nhấm đã tuyệt chủng, từng sinh tồn ở châu Âu và được coi là có họ hàng xa với hải ly ngày nay. Nó cũng là chi duy nhất của họ Rhizospalacidae.